# Great Bend (Nowy Jork)
Great Bend – jednostka osadnicza w Stanach Zjednoczonych, w stanie Nowy Jork, w hrabstwie Jefferson.